# Sjarkaŭsjtjynski Rajon
Sjarkaŭsjtjynski Rajon (vitryska: Шаркаўшчынскі Раён, ryska: Шарковщинский район) är ett distrikt i Belarus.   Det ligger i voblasten Vitsebsks voblast, i den norra delen av landet, 170 km norr om huvudstaden Minsk.